# هيو هاميلتون
هيو هاميلتون (بالإنجليزية: Hugh Hamilton)‏ هو عسكري أمريكي، ولد في 1830 في نيويورك في الولايات المتحدة، وتوفي في 10 ديسمبر 1890 في Brooklyn Navy Yard ‏ في الولايات المتحدة.